# (1001) Гауссия
(1001) Гауссия (нем. Gaussia) — довольно крупный астероид главного пояса, который был открыт 8 августа 1923 года советским астрономом Сергеем Белявским в Симеизской обсерватории и назван в честь знаменитого немецкого математика Карла Гаусса.

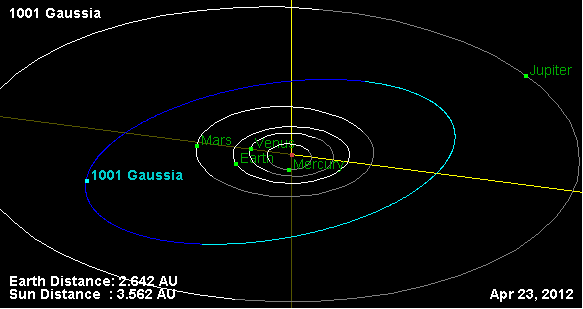
Орбита астероида Гауссия и его положение в Солнечной системе